# Српске штампарије у Венецији
Од почетка турске превласти највећи развојни центри српске културе су се дуго времена налазили ван географских граница историјске Србије.
На  мапи културне географије српског народа Венеција је дуго представљала најзападнију границу – била је  место у које су се, између  15. и 19. века, Срби увек враћали да би штампали своје књиге.

## Историја
Од  15. века Венеција је град где је штампарство доживело највећи развој, због њеног богатства,  гео-економског положаја, и политичке аутономије. Достигнућа  историје српске књиге у Венецији везани су за делатност војводе Божидара Вуковића Подгоричанина и Теодора и Ђурђа Љубавића у 16. веку, и за грчку породицу Теодосије у 18. веку – објављујући књиге које су писане „илирским“ писмом  Вуковићи, Љубавићи и Теодосијеви су од Венеције направили главно место књижарске продукције намењене Србима.

## Млетачко издаваштво
Млетачка власт је својом политичком  толеранцијом  одувек помагала у стварању вишенационалног друштва – странци различитог порекла и занимања налазили су у Венецији савршено  место да се населе и напредују. Најбројнији међу странцима у Венецији у 10. веку били су досељеници са Балкана, највише Грци, али и Далматинци и Албанци којима су се, почевши од 14. века, прикључили  многобројни Јужни Словени – Хрвати и Срби.
Досељеници са Балкана временом су  се организовали  у различита уметничка удружења, школе и братства, заснована на заједничком географском пореклу, која су овим мањинама омогућавала присуство у млетачком друштву и  прилику за очување културног идентитета.
1442. године први су Албанци  створили своје удружење са Школом Сан Северо и Сан Гало. Потом, 1451. отворена је Словенска школа (Светог Ђорђа и Трифуна) која је представљала  далматинску колонију, након што је Далмација пала под власт Млетачке републике. Најзад, године 1498. Веће Десеторице (Consiglio dei Dieci) потврдило је успостављање Школе Грка, који у Венецији постоје од  11. века. У ту школу су, могли да иду и Срби, због њихове припадности  православној цркви, чије се градско седиште налазило у цркви Свети Ђорђе (San Giorgio dei Greci).
У  18. и 19. веку Срби, који су похађали Грчку школу, били су првобитно трговци и војници, али било је и племића (тј земљопоседника).
Због постојања оваквих облика удруживања, било је природно да се у Венецији развије штампарство намењено  досељеницима који су у њој живели  и њиховим сународницима који су остали у отаџбини. Мирослав Пантић је истакао да  током  16. и 17. века само у Венецији објављено је више од  две стотине српских и хрватских књига.

## Штампарије на Балкану
На Балкану који је био под отоманском влашћу отварање штампарија било је изузетно тешко, али не и немогуће : између 15. и 16. века појавиле  су се на словенској територији прве штампарске радионице које су служиле да удовоље потребама свештенства.
Штампарију са ћириличним словима која се прва појавила ( тј другу, након оне која је основана у Кракову  1491) основао је на Цетињу господар Зете Ђурђе Црнојевић са опремом коју је донео  из Венеције. Између  1493. и 1496. године Црнојевић је штампао литургијска дела за православна богослужења, међу којима је и  Октоих првогласник црнојевићки (1494), прву  штампану књигу ћириличним словима у књижевној историји Јужних Словена.
Потом, почетком  16. века, браћа Теодор и Ђурађ  Љубавић бавила су се такође литургијским делима – научивши штампарски занат у Венецији, основали су штампарију при цркви у близини Горажда, а затим је преселили у Трговиште. Између  1519. и 1523. године браћа Љубавић објавила су један Литургијар, Псалтир  и један Молитвеник . Штампарије су се убрзо угасиле због недостатка подршке  политичких и духовних установа .
Због таквих услова задатак очувања и умножавања књижевне баштине спао је на манастирске скрипторијуме, чија је  средњовековна пракса преписивања књига омогућила  да се српска култура сачува и пренесе.
Од почетка  16. века и бројне млетачке штампарије  посветиле  су се  штампању  књига за православне Србе: нови текстови на глагољици, не само литургијски, појавили су се у ствари у Венецији  16. века у издању штампарија Бидони и Пазини, као и у издању Андрее Торесана. Овима се затим прикључује и искуство Божидара Вуковића (1466–1539), пореклом из Подгорице, који је у Венецији имао обичај да се зове, Дионизије дела Векија.
Због недостатка штампарија у његовој земљи, намерио је да уложи сопствени новац у штампарску делатност отворивши радионицу са ћириличним словима.  1519. године основао је радњу Вуковић, коју је после наследио син Винћенцо (1546), била је отворена скоро четрдесет година и објавила је неке од најзначајнијих литургијских и побожних књига на црквенословенском . Књиге штампане у његовој штампарији дистрибуиране су не само српским црквама, већ и по читавој источно-словенској области, све до обала Балтичког мора.
Током 17. века су поред Вуковића  и Италијани Рампацето, Пецана и Ђинами штампали књиге за словенске народе са Балкана.“Ђинами“ издавачка кућа,  настала је на остацима штампарије коју је 1569. основао Которанин Јеролим Загуровић, а коју је крајем 16. века преузео Бартоломео Алберти-Ђинами. Између  1638. и 1657. године радионица Ђинами штампала је  бар 24 издања на српском језику, међу којима је био и један скупоцени Псалтир (1638).

## Млетачко штампарство у 16. и 17. веку
После  успона у 15. веку, млетачко штампарство је у 16. веку заправо доживело велику кризу,  због стране конкуренције и притисака Контрареформације. Та устајалост у производњи наставила се и у  17. веку.  Међутим у последњим деценијама 17. века, млетачка штампарска индустрија долази  до даха и штампарије почињу да раде. Ипак, променило се међународно окружење:  оштра граница делила је север и југ Европе, одвајајући, латинску Европу од католичке, па је и значај латинског језика био мањи. Због тога су се Млечани  од краја  17. века  искључиво фокусирали на јужну Европу, штампајући књиге религиозног и литургијског карактера за којима је постојала потражња у читавом шпанском свету и у целој католичкој и православној Европи.

## Млетачке штампарије у 18. веку
У периоду преласка из  17. у 18. век штампање књига за српску публику у млетачким штампаријама доживело је кратак прекид  због активности полиглотске штампарије Конгрегације за ширење вере, са седиштем у Риму, којој је додељено објављивање реформисаних литургијских књига намењених православним народима са далматинске обале.  Међутим, од друге половине 18. века  Венеција поново преузима управљање у књижарској продукцији за јужнословенске народе. Након гашења српских штампарија насталих између 15. и 16. века у различитим центрима Балканског полуострва, српска књижевност је остала без могућности ширења сопствених дела. На почетку  18. века, после великих промена које је донела Велика сеоба, јавила се код Срба  нужда за одговарајућом штампаријом која ће одговорити на верске и дидактичке потребе:  свештена елита се за то залагала од првих година пресељења српског становништва на територију данашње Војводине, али су покушаји Арсенија Чарнојевића III, Исаје Ђаковића и Мојсија Петровића да добију одобрење од аустријских власти остали узалудни. Аустријски двор је  сматрао отварање штампарије „бескорисним и сувишним“ и саветовао православну елиту да користи унијатску штампарију у Трнави, једину радионицу у монархији која је поседовала ћирилична слова.
У првој половини  18. века Срби су наставили  да се ослањају на стране штампарије, пре свега  на православне центре у Петрограду, Москви и Кијеву, чијем утицају се бечка власт  противила. Књиге за угарске Србе штампане су у овом периоду и у манастиру Раковац, као и у центрима Трговиште, Блаж, Јаси и Римник у Румунији.
Већи капитали и повољнија међународна клима довели су до великог процвата почетком 18. века – млетачка књига, снажна због квалитета својих издања, одговарајуће цене и добре комерцијалне дистрибуције, поново је освојила италијанска и страна тржишта. Елемент који је утицао на то да Венеција постане омиљени центар, јесте не претерано пажљива цензура. Текстови дозвола за штампање и привилегија, које су издавали Реформатори Универзитета у Падови, чувају се у великом броју у књигама Венецијанског државног архива. Та документа посебно су важна пошто омогућавају праћење издавачке делатности у Венецији из века у век, од увођења штампе до пада Млетачке републике.
Посебан осврт заслужују штампарске дозволе са „лажним датумом“ (falsa data) или „страним датумом“, као другим обликом дозвола за штампање распрострањеним и у бројним другим италијанским државама, а које су биле у употреби у Венецији, чини се, већ у 16. веку. Дела са „лажним датумом“ чинила око 30-40% укупно штампаних књига током  18. века.
У другој половини  18. века задржавање венецијанске трговине на Истоку било је, пре свега, заслуга Епирца Димитрија Теодосија: 1755. године Теодосије је отворио још једну штампарску радњу која је имала кључну улогу за српску културу као једина штампарија тог доба која је била у стању да штампа, и у којој су се штампале, књиге на ћириличном писму намењене српској публици.

## Димитрије Теодосије
Димитрије Теодосије био је пореклом из Јањине, а потицао из породице трговаца. Напустио је Епир још у младости, а стигавши у Венецију, увек се кретао у кругу најзначајнијих грчких трговачких породица, поготово у друштву Маруцијевих и Гликисових. Теодосије је био врло привржен богатом трговцу Пану Маруцију, такође пореклом из Јањине,  чија ће се помоћ касније показати од суштинске важности за Димитријеву штампарску делатност.
Штампарски занат Теодосије је научио службујући у Гликисовој радионици, где је убрзо постао директор и коју је, на крају, одлучио да преузме, задржавајући њено изворно име. На почетку педесетих година Теодосије је ипак одлучио да отвори и своју штампарију и да се фокусира на трговину књигама на ћириличном и глагољичном писму, намењеним јадранском басену.
У августу 1754. године Теодосије је упутуо Реформаторима Универзитета у Падови молбу да буде уписан у Цех књижара и штампара и понудио се да оснује штампарију са „илирским“ словима, тражећи двадесетогодишњу привилегију штампања уз ослобођење од било каквих пореза. У прилог свом захтеву Теодосије је навео да књижарска трговина Млетачке републике није у могућности да покрије тржиште штампе на „илирском“, пре свега литургијских књига по грчком обреду, које су се увозиле из Велике московске кнежевине уз оргомне финансијске издатке.
Упркос противљењу поглаварâ еснафа,  Сенат Републике одобравао је најпре упис, а затим и привилегију које је Теодосије тражио, ценећи позитивним успостављање „новог промета књигама за који, као нови производ, трговина има интереса, и који пружа средства поданицима за веће пословање и повећава приход књижарској професији“.
Отварање Теодосијеве штампарије настојало се ,  на покретање оживљавања млетачке штампарске индустрије, која је  током 17. века доживела велики пад, па је и пракса куће Теодосије да прибегава „лажном датуму“ наводећи као место штампања Москву или Петроград, била навелико распрострањена у Венецији.
Према подацима који постоје, радионица се налазила у улици Кале дел пестрин (Calle del Pestrin), у данашњој четврти Кастело (Castello); то је била четврт грчких штампарија, у близини цркве Светог Ђорђа и седишта братства. Штампарија се сигурно налазила на последњем спрату једне од зграда у улици Calle del Pestrin, као што је то био обичај код штампара тог доба.
Теодосију је било дозвољено да штампа на глагољици и на ћириличном („илирском“) писму: то је у ствари руска гражданска ћирилица Архивирано на веб-сајту  (27. мај 2019), уведена у првој деценији 18. века од стране цара Петра Првог ради штампања текстова пре свега световног карактера. Због тешкоћа које је Теодосије имао да би набавио управо „илирска“ слова  почео је да штампа на грчком језику објављујући прву књигу 1755; затим ће се штампање књига на грчком језику наставити паралелно са штампањем оних на словенском.

## Делатност куће Теодосија
Први текст на „илирском“ језику према Соларићевом Поминак Књижески који је штампао Теодосије био је Краткое толкование законаго десјатословија, део познатијег Первое ученије отроком Феофана Прокоповича, које је венецијански штампар објавио са назначеним датумом „ Москва 1759, месец новембар“. Теодосије није располагао ћириличним словима пре 1761. године па постоји сумња да дело није заиста штампано те године. С обзиром на то већа је вероватноћа да су прве књиге из штампарија куће Теодосија изашле 1761. године у јесен. Три дела како наводи Панић су објављена под лажним датумом. Та дела су један Молитвослов и један Требник која су објављена под „лажним датумом“ 1731, и поема Горестни плач славнијаинога Сербији који је према импресуму штампан  новембра 1761. године. Кућа Теодосија је објавила велику количину литургијских и светих књига које су биле намењене различитим областима Источне Славије ( Србија, Далмација, Босна, Молдавија, Бугарска, Велика московска кнежевина као и Трансилванија. Дозволе за штампање под „лажним датумом“ давала је Москва или Петроград. Кућа Теодосија поседовала је обимну архивску грађу захваљујући којој се могло ући у траг када је дело заиста објављено.

## Сарадња са Захаријем Орфелином
Сарадња са Захаријем Орфелином започета је шездесетих година 18. века. Штампарија Теодосија је објавила тада три натписа српског аутрора, Горестни плач славнија инога Сербији који је већ цитиран (1761) , Плач Сербији његову варијанту на „народном језику“ ( без написаног датума али вероватно 1762. године) и кратки напис Мелодија к пролећу (1764).
Захарије Орфелин долази у Венецију у мају 1764. године. Постаје најдрагоценији и најближи сарадник грчког штампара и одмах улази у службу у штампарији Теодосије. Био је приређивач, а веома често и аутор књига које су штампане у периоду између 1764. и 1770. Године 1768. Захарије Орфелин је именован ревизора и коректора књига на „илирском“ писму ванредним указом Реформатора од 12. марта. Овај период је ѕа Захарија Орфелина био веома плодан јер је код Теодосија има могућност да штампа своја најзначајнија дела. Орфелин је вредно радио на ширењу образовања, објављивао је текстове световног и религијског садржаја као и школске књиге. Два најзначајнија дела штампана у Венцији од великог значаја за историју српске књижевности су Славено-сербски магазин (1768) који се по садржају и структури уписује у први ред европских књижевних часописа енциклопедијског карактера те епохе и Житије Петра Великог које је прва монографија о Петру I написана на словенском језику. Ретко илустровано издање монографије спомињано је као „најлепша књига српског 18. века“. Представља опипљив доказ графичког умећа куће Теодосија као и самог Захарија Орфелина. Скупе илустрације су биле мотив да се Захарије задужи код Теодисија што је довело до сукоба услед којег Захарије Орфелин одлази из штампарије. Након две и по године од када је постао ревизор он напушта венецијанску радњу коју је у то време већ преузео Пано Теодосије, Димитријев нећак.